# První věk
První věk v historii Středozemě začíná příchodem Noldor do Středozemě a procitnutím lidí východu a končí porážkou Morgotha spojenými vojsky Valinoru a Beleriandu.

Arda v Prvním věku

## Příchod Noldor do Středozemě a začátek Prvního věku
Roku 1 Prvního věku byli Fëanor a jeho synové napadeni skřetí armádou, která je měla rozmetat. Začala tak bitva pod hvězdami (Dagor-nuin-Giliath), druhá bitva Beleriandských válek. Skřeti ale byli na hlavu poraženi a Beleriand osvobozen, protože v desetidenní bitvě Noldor rozdrtili i skřety, kteří obléhali Přístavy. Fëanor, který jel sám vpřed a pobíjel prchající nepřátele, se však chytil do pasti vlastní zbrklostí a Gothmog, Pán balrogů, ho smrtelně ranil. Před svou smrtí prorokoval, že žádná síla Noldor nezboří Thangorodrim, hory, kterými se Morgoth obklopil.
Téhož roku při oboustranně falešném vyjednáváni byl Morgothem zajat Maedhros, nejstarší syn Fëanorův a podle práva Velekrál Noldor.
Roku 1 také konečně došel Fingolfinův zástup do Středozemě, právě když poprvé vyšel Měsíc, v němž září poslední květ valinorského Telperionu. Tímto příchodem začal dle elfů První věk Středozemě.
Když poprvé vychází Slunce, jež nese poslední plod Laurelinu, v Hildórienu procitli lidé. Tak skončily hvězdné věky. Lidé mají, na rozdíl od elfů, od Ilúvatara dar smrtelnosti a po smrti nejsou jejich těla svázána s Ardou.
Noldor zahájili Obléhání Angbandu. Maedhros byl vysvobozen Fingonem, synem Fëanorova bratra Fingolfina. Z vděčnosti a uznání předal Maedhros kralování nad Noldor Fingolfinovi, nyní nejstaršímu z Finwëho rodu. Na čas tak byla utišena zloba mezi noldorskými knížaty. Vládci Noldor si také rozdělili neobydlené části Beleriandu.
Roku 50 byli Turgon a Finrod, knížata Noldor, varováni Pánem Vod, Ulmem z Valar, před nebezpečími, která budou stíhat Noldor bojující proti Valovi, jehož nemůže žádný z nich porazit.
Král Elu Thingol řekl Finrodovi o jeskyních ve vysočině Taur-en-Faroth. Finrod s trpaslíky z Modrých hor začal budovat mocné město Nargothrond. Jeho sestra Galadriel v Doriathu potkala Celeborna z Teleri, příbuzného Thingola, zůstala s ním a naučila se mnohému od Maii Melian. Pro Finroda byl vyroben Nauglamír, trpasličí náhrdelník.
Turgon, syn Fingolfinův, objevil s Ulmovou pomocí skryté, horami obklopené údolí Tumladen a rozhodl se, že tam postaví město po vzoru Tirionu v dalekém Valinoru.
Roku 75 se znovu utkala elfská a Morgothova vojska v Dagor Aglareb, Slavné bitvě, třetí z Beleriandských bitev. Skřetí armáda byla sevřena mezi vojsky Maedhrose a Fingolfina a rozdrcena.
Pár let poté poslal Turgon nejzručnější ze svého lidu tajně do Tumladenu budovat Gondolin, Skryté město. Po 52 letech budování bylo Skryté město dokončeno. Turgonův lid, celá třetina Noldor ve Středozemi, a mnoho Sindar odešlo do Gondolinu, odkud víc než tři sta padesát let nevyšli.

## Obležení Angbandu
Sto let po Dagor Aglarebu (roku 165) posílá Morgoth skřety ze severozápadu, ti však byli zahnáni do moře Fingonem. Nepočítalo se to mezi velké bitvy.
Dalších sto let od posledního Morgothova útoku (roku 265) se z Angbandu vynořuje zlatý Glaurung. Tehdy ještě mladý otec draků byl zahnán Fingonovými lučištníky. Začíná Dlouhý mír, který pak trvá dvě stě let.
Roku 305 Finrod Felagund potkal první lidi, rod Beora Starého na jejich cestě na západ. Dnes už nikdo z lidí neví, proč se tak daleko vydali. Příští rok přišel do Beleriandu lid Haladin a po něm vede svůj rod Marach, ti byli později známi jako rod Hadora z Dor-lóminu. V následujících letech se tyto Tři domy lidí, Přátelé elfů, postupně přestěhovali k elfským králům a stali se jejich vazaly. Jsou pak nazýváni Edain a jejich vědění i délka života přesahovala ostatní lidi.
Dvě stě let po dokončení Gondolinu z něj odešla Aredhel, sestra tamního krále Turgona. Došla až do Nan Elmoth, kde potkala temného elfa Eola. V roce 320 se jim narodil syn Maeglin. Roku 345 uprchla Aredhel se synem zpět do Gondolinu, ale byla zabita zrádným Eolem, který ji pronásledoval. Eol byl svržen ze skály, ale Maeglin musel zůstat v Gondolinu.

## Bitva náhlého plamene
Dagor Bragollach, bitva náhlého plamene, čtvrtá z velkých bitev, začala v zimě roku 455, když dospívala šestá generace lidí po Marachovi a Beorovi. Obklíčení Angbandu bylo prolomeno. V čele Morgothových armád šli balrogové a zlatý drak Glaurung. Celegorm a Curufin, synové Fëanorovi, uprchli z napadeného Himladu do Nargothrondu. Angrod a Aegnor, synové Finarfinovi, a s nimi Bregolas, vnuk Beora Starého a pán Beorova rodu, byli zabiti a jejich panství v Dorthonionu byla zničena.
Barahir, bratr Bregolase a nyní pán svého rodu, zachránil krále Finroda Felagunda, ten složil přísahu trvalé pomoci jemu a všem z jeho krve, slib stvrdil darováním prstenu. Hador a po něm jeho syn Gundor byli také zabiti. Po něm Hadorovu lidu vládl Gundorův bratr Galdor.
Noldor vyslali první mořeplavce k nejzazšímu západu hledat zapovězený Valinor a prosit o pomoc a odpuštění. Další pak následovali, ale žádní v této době neuspěli.
Král orlů, Thorondor, odnesl z nebezpečí Húrina a Huora, syny Galdora a Hareth, do skrytého Gondolinu.
K Fingolfinovi, Velekráli Noldor, dorazili velmi zlé zprávy, viděl v nich konec všech Noldor ve Středozemi a v zoufalství jel sám k Angbandu. Vyzval Morgotha na boj muže proti muži, v něm byl Morgoth bolestně raněn a navěky kulhal, ale Fingolfin v něm zemřel. O tomto boji truchlící elfové nikdy nezpívali a ani Nepřítel se jím nechlubil. Thorondor, Král orlů, pak podrápal Morgotha v tváři a odnesl královo tělo.
Dagor Bragollach byl považován za skončený zjara, když se Morgothův nápor utišil, přesto však válka v Beleriandu již nikdy docela neustala. Fingon se ujal panování nad Noldor, svého mladého syna Gil-galada však po Dagor Bragollachu poslal k Círdanovi do bezpečí Přístavů.
Roku 456 byli Húrin a Huor přeneseni Manwëho orli zpět z Gondolinu do Dor-lóminu.
Sauron, největší Morgothův služebník, přepadl rok 457 strážní věž na ostrově Tol Sirion, vyhnal odtud Orodretha, syna Finarfinova, a usadil se tam.
Asi dva roky po Dagor Bragollachu přišli pod vedením dvou náčelníků do Beleriandu první Černí muži - Východňané. Maedhros, vědom si síly nepřítele, s nimi uzavřel společenství. Jedním náčelníkem byl Bór, a on i jeho synové zklamali Morgothovi naděje, protože se je pokoušel získat pro sebe, ale byli věrní, tím druhým náčelníkem byl Unfang, jehož synové zradili.
Sedm let po Dagor Bragollachu byl po Hadorovi zabit i jeho syn Galdor. Húrin začal panovat nad Hadorovým rodem.

## Beren a Lúthien
Byla vybita družina psanců, zbytek mužů Beorova rodu žijících v Dorthonionu, zachránil se jen Barahirův syn Beren, který pak silou sudby prošel ochranným kouzlem Melianina pásu do Doriathu. V neldorethských lesích potkal dalšího roku Lúthien, dceru krále Thingola.
Beren se vydal splnit to, na co nestačila veškerá síla Noldor, dobýt pro Thingola silmaril z Morgothovy železné koruny, aby za něj získal ruku Lúthien. Beren a král Nargothrondu Finrod Felagund, který šel s malou družinou s ním, byli zajati Sauronem na Tol Sirionu.
Finrod Felagund umřel při záchraně Berena. Duše Finroda, syna Finarfinova a nejsvětlejšího ze všech elfských knížat, pak odešla do síní Mandosu, kam jdou všechny duše elfů, jejichž tělo je zničeno, nebo podlehlo žalu. Bylo mu jako prvnímu ze všech elfů mocí Valar jeho tělo vráceno, a on již zůstal v Amanu se svým otcem. Beren byl pak vysvobozen Lúthien, která utekla z Doriathu a přivedla Huana, mocného valinorského psa. Huan přemohl v souboji Saurona, který uprchl. Tol Sirion byl tak očištěn.
Roku 466 sebral Beren Lúthieninou písní uspanému Morgothovi jeden silmaril a oba pak uprchli z Angbandu. U brány však číhal vlk Carcharoth. Při obraně uhryzl Berenovu ruku se silmarilem u zápěstí. Poté utekl do zemí elfů, protože ho silmaril v útrobách pálil.
Beren se s Lúthien vrátil do Doriathu a tam dostal její ruku před Thingolovým trůnem. Byl to první sňatek mezi Eldar a Edain, elfy a lidmi. Carcharoth se silmarilem v břiše se ale dostal do Doriathu. Než byl sám zabit, zabil psa Huana a smrtelně ranil Berena. Lúthien řekla Berenovi, aby na ni jeho duše počkala u okraje Vnějších moří, kde lidské duše krátce vyčkávají, než nadobro opustí Ardu a vydají se neznámo kam.
Po smrti Berena opustila Lúthien své tělo a ve Valinoru před Valar zpívala o utrpení elfů i lidí a o milost pro sebe a Berena. Valar se jí podvolili. Lúthien se zřekla nesmrtelnosti elfů a na jeden lidský věk z milosti Valar odešla s Berenem na ostrov Tol Galen. Brzy se jim narodil syn Dior.

## Bitva nespočetných slz
Roku 471 se rozhodl Maedhros zaútočit, vypukla tak bitva Nirnaeth Arnoediad, bitva nespočetných slz, pátá bitva Beleriandských válek. Maedhros shromáždil velkou sílu elfů, lidí i trpaslíků a zaútočil na Angband. Nepřidali se jen Nargothrondští, kromě jednoho oddílu vedeného Gwindorem, a lid Doriathu, kteří nechtěli spolupracovat se syny Fëanora. Nevyzván a neočekáván také přišel ze skrytého Gondolinu král Turgon s velkou silou.
Síla spojených armád tehdy mohla stačit na poražení všech Morgothových armád, ale Ulfangovi synové v čele s Uldorem zradili a náhle přešli k Morgothovi. Bórovi synové zůstali věrní a v zoufalé bitvě pobili vůdce zrádců, než sami padli. Takto lidé pomstili zradu lidí, ale Nepřítel získal příliš velkou výhodu. Na východní frontě stáli nejdéle trpaslíci a Pán Belegostu, Azaghál, ranil draka Glaurunga, jímž byl sám zabit, a ten pak s ostatními draky ve zmatku prchl zpět do Angbandu.
Troufalý Gwindor z Nargothrondu byl zajat až ve skoro vyprázdněném Angbandu. Padl Haldir, pán lidu Haladin. Fingon, Velekrál Noldor, byl na západě zabit Gothmogem, Pánem balrogů. Hadorův rod chránil ústup Turgona, který se opět skryl v Gondolinu. Z Hadorova rodu stál poslední Húrin, největší válečník ze smrtelných lidí, kterého nakonec zajali. S celým jeho rodem ho později proklel Morgoth. Ostatní válečníci z Hadorova domu byli pobiti.
Roku 472 dobyly Morgothovy voje přístavy Eglarest a Brithombar.

## Túrin a Tuor
Morwen poslala svého osmiletého syna Túrina do bezpečí k Thingolovi do Doriathu, ten se ho ujal, ale Túrin po čase utekl. Později přišel s Gwindorem, který uprchl ze zajetí, do Nargothrondu ke králi Orodrethovi, bratru Finroda. Tam přiměl krále k vybudování mostu a ke ukončení skrývání před Morgothovými stvůrami. Tak nepřítel zjistil, kde se Nargothrond nachází, a vyslal tam vojsko vedené Glaurungem, které město roku 495 zničilo. Padl Gwindor, král Orodeth a jeho dcera Finduilas, kterou zajali skřeti. Túrin však přežil
Morwen a Nienor hledaly Túrina a dostaly se až do zbořeného Nargothrondu, kde potkaly Glaurunga. Morwen se poté ztratila a na Nienor bylo sesláno kouzlo úplného zapomnění. Nienor se později objevila u zbytků Halethina lidu, třetího domu Přátel elfů, potkala se s Túrinem a stala se jeho ženou, protože zapomněla na svoji minulost a Túrin ji nikdy předtím neviděl.
Tuor, syn Huora a Rían, se po letech v divočině dostal s Ulmovou pomocí a radou do skrytého Gondolinu. Varoval tam krále a třebaže byl člověk, vzal si královu dceru Idril (byl to druhý sňatek mezi lidmi a elfy). Roku 503 se jim narodil půlelf Eärendil.
Glaurung, Otec draků, největší a nejmocnější z Morgothových stvůr, byl zabit Túrinem asi čtyři roky po vyplenění Nargothrondu. Nienor po boji našla u Glaurunga domněle mrtvého Túrina. Drak ale ještě nebyl mrtvý, proto využil poslední příležitost uškodit Edain a prozradil Nienor, že se vlastně stala ženou svého vlastního bratra. Nienor to všechno neunesla a utopila se: Túrin se probral, patral po Niniel, jak říkal Nienor, ale nasel jen Brandira, který mu řekl o smrti Nienor a příčině jejího zoufalého činu. Turambar, zoufalý vztekem a žalem, věrný své sudbě, Brandira, posledního z vůdců Halethina lidu, zabil. Vinil ho ze smrti Níniel, vinil jej z toho, že ji nezadržel, že jí rád prozradil Túrinovu pravou totožnost a tím ji hluboce ranil a dohnal ke skoku do Teiglinu. Sám Túrin Turambar se nakonec probodl.

## Pád Doriathu
Roku 499 byl Húrin propuštěn z Angbandu po 28 letech z Morgothovy zlovůle. Setkal se s Morwen, která pak umřela u mohyly svých dětí. V Nargothrondu zabil Mîma, dávného zrádce svého syna a posledního z Drobných trpaslíků, a odtud donesl Thingolovi Nauglamír, trpasličí náhrdelník kdysi vyrobený pro Finroda.
Elu Thingol nechal roku 502 trpasličí mistry z Nogrodu do Nauglamíru vsadit silmaril; tak se největší díla elfů a trpaslíků spojila. Když si však chtěl Elu Thingol náhrdelník poprvé nasadit, trpaslíci mu jej odepřeli a po hádce ho neozbrojeného zabili v jeho vlastním sídle. Téměř všichni trpaslíci uprchli s klenotem z Menegrothu, byli však pobiti a Nauglamír se silmarilem vrácen.
Maia Melian po smrti Thingola opustila Středozem a její moc přestala chránit království. Trpaslíci z Nogrodu pak vyplenili Doriath. Prořídlé vojsko trpaslíků na zpáteční cestě ale přepadli lesní elfové v čele s Berenem, který zabil vůdce trpaslíků a vzal mu silmaril, a jeho synem Diorem, jenž pak odešel s manželkou Nimloth a svými dětmi Elurédem, Elurínem a Elwing vládnout do Doriathu, který hodlal obnovit.
Po smrti Berena a Lúthien, která pak jako jediná z elfů navždy opustila Ardu, byl do Doriathu k Diorovi přinesen silmaril. Dokud silmaril nosila Lúthien, na níž by elf nevztáhl ruku, přísaha Fëanorových synů, že vždy a proti všem budou bojovat o silmarily, které jim byly vzaty Morgothem, spala. Když však měl silmaril Dior, znovu se probudila, požádali proto Diora o vydání klenotu. Dior jim neodpověděl, a tak došlo k druhému zabíjení elfů elfy. Fëanorovi synové zaútočili na Menegroth. Padli tam Dior a Nimloth, jejich synové byli ztraceni, ale Fëanorovi synové nezískali co chtěli, neboť Diorova dcera Elwing se silmarilem unikla. Ze sedmi Fëanorových synů zbyli jen čtyři, protože Celegorm, Curufin a Caranthir byli zabiti. Doriath už nikdy nepovstal, přeživší elfové se přesunuli do Sirionských přístavů.

## Pád Gondolinu
Maeglin, syn Turgonovy sestry Aredhel, vyšel proti zákazu krále tajnou chodbou ven ze Skrytého království, byl zajat skřety a zradil Gondolin Morgothovi, pak se vrátil do města. Roku 510 Morgothovo vojsko vlkodlaků s balrogy a draky napadlo Gondolin. Turgon, po smrti bratra Fingona Velekrál Noldor, byl zabit. Ecthelion, gondolinský kapitán, a Gothmog, Pán balrogů, se zabili navzájem. Tuor zabil Maeglina a vyvedl tajnou chodbou část gondolinského lidu, svou ženu Idril a mladého syna Eärendila. Glorfindel, druhý gondolinský kapitán, padl i s balrogem, když chránil jejich ústup.
Velekrálem Noldor se stal Gil-galad, syn Fingona. Zbytek lidu Gondolinu, s Tuorem a Idril, a z Doriathu, s Elwing, se usídlil u ústí Sirionu. Roku 525 se zde narodili Elrond a Elros, synové Eärendila, nyní Pána lidu u ústí Sirionu, a Elwing, dcery Diorovy. Sňatkem Eärendila a Elwing se obě linie půlelfů spojily.
Když Tuor vycítil, že se mu blíží stáří, nalodil se s Idril na loď a víckrát je nikdo nespatřil. Říká se, že Tuor byl jako jediný člověk připočten k Noldor a jeho osud je oddělen od osudu lidí. S pomocí Círdana Stavitele lodí pak Eärendil postavil Vingilot, nejkrásnější loď z písní, a vyplul hledat zapovězený Valinor.

## Napadení Sirionských přístavů
Nastalo třetí zabíjení elfů elfy, poslední a nejkrutější, čtyři zbylí Fëanorovi synové totiž po nevyslyšené výzvě na vydání silmarilu útočí na lid u ústí Sirionu, část jejich vlastního lidu pak bojovala na straně Eärendilovy ženy Elwing, ale nakonec Fëanorovi synové zvítězili, třebaže Amrod i Amras padli. Elrond a Eloros, synové Elwing, byli zajati. Elwing se však se silmarilem vrhla do moře, kde ji zachránil Ulmo a přenesl na loď k Eärendilovi.

## Válka hněvu a konec Prvního věku
Eärendil se silmarilem doplul do Valinoru, jeho prosba k Valar za pomoc pro elfy a lidi byla vyslyšena. Od té doby si také všichni půlelfové museli vybrat, ke kterému plemeni budou počítáni. Eärendil a Elwing si zvolili úděl elfů. Vingilot byl pak s Eärendilem a silmarilem vysazen na oblohu, jako zářící hvězda. Valinor se chystal na válku.
Roku 583 začala Válka hněvu, valinorští Noldor pod vedením Finarfina, zlatovlasí Vanyar a Valar, jež zastupoval herold Eönwë, se vydali na sever Středozemě bojovat s Morgothem. Zbytky Tří domů lidí konali skutky velké statečnosti na straně Valar, ale hodně jiných lidí bojovalo s Morgothem. Morgothovi balrogové a skřeti byli téměř vyhubeni. Poslední Morgothův útok tvořili okřídlení draci, jež nikdo před tím nespatřil, nakonec je na obloze porazili orli s Eärendilem. Beleriand byl poničen a tvar světa změněn, neboť byly svrženy hory Thangorodrim, kterými se opevnil Morgoth, a ve vodách zanikla i většina Beleriandu a trpasličí města Nogrod a Belegost. Morgoth poražen a dva zbylé silmarily mu byly sebrány, jeho samotného pak vrhli do vnější temnoty. Morgothovým svržením končí Staré časy. Sauron pak na sebe vzal světlou podobu, poklonil se před Eönwëm, Manwëho heroldem, a zřekl se všech svých zlých skutků. Měl jít žádat o odpuštění do Valinoru, ale neodešel tam.
Maedhros a Maglor, poslední ze synů Fëanorových, poháněni bolestnou přísahou požádali o vydání silmarilů. Právo na ně jim však bylo pro jejich krutost odepřeno. Po přistižení při krádeži se chystali zamřít v boji, ale bylo jim dovoleno utéci i s klenoty. Posvěcené klenoty je však pálily. Maedhros, nejstarší a největší syn Fëanorův, se se silmarilem vrhl do ohnivé propasti, kde umřel. Jeho klenot se ztratil v zemi. Maglor, druhý největší ze starých elfských pěvců, hodil svůj klenot do moře.
S koncem Prvního věku pak většina Noldor a někteří Teleri odpluli na Tol Eressëa, ostrov na dohled od Amanu, tak ve Středozemi zůstalo elfů poměrně málo. Panovali nad nimi Gil-galad, poslední Velekrál Noldor, Galadriel, dcera Finarfinova, s Celebronem a Círdan Stavitel lodí. Elrond Půlelf, syn Eärendilův, který byl spolu s bratrem Elrosem propuštěn, si zvolil být přičten k elfům. Elros, který si zvolil být člověkem, a stal se velkým králem Númenorejců v Druhém věku. Byl mu dán nejdelší život ze všech lidí. Pro Númenor pak nastala léta slávy, kdežto Středozem temněla a zprávy z ní v těch letech jsou jen kusé.